# Billet d'avion

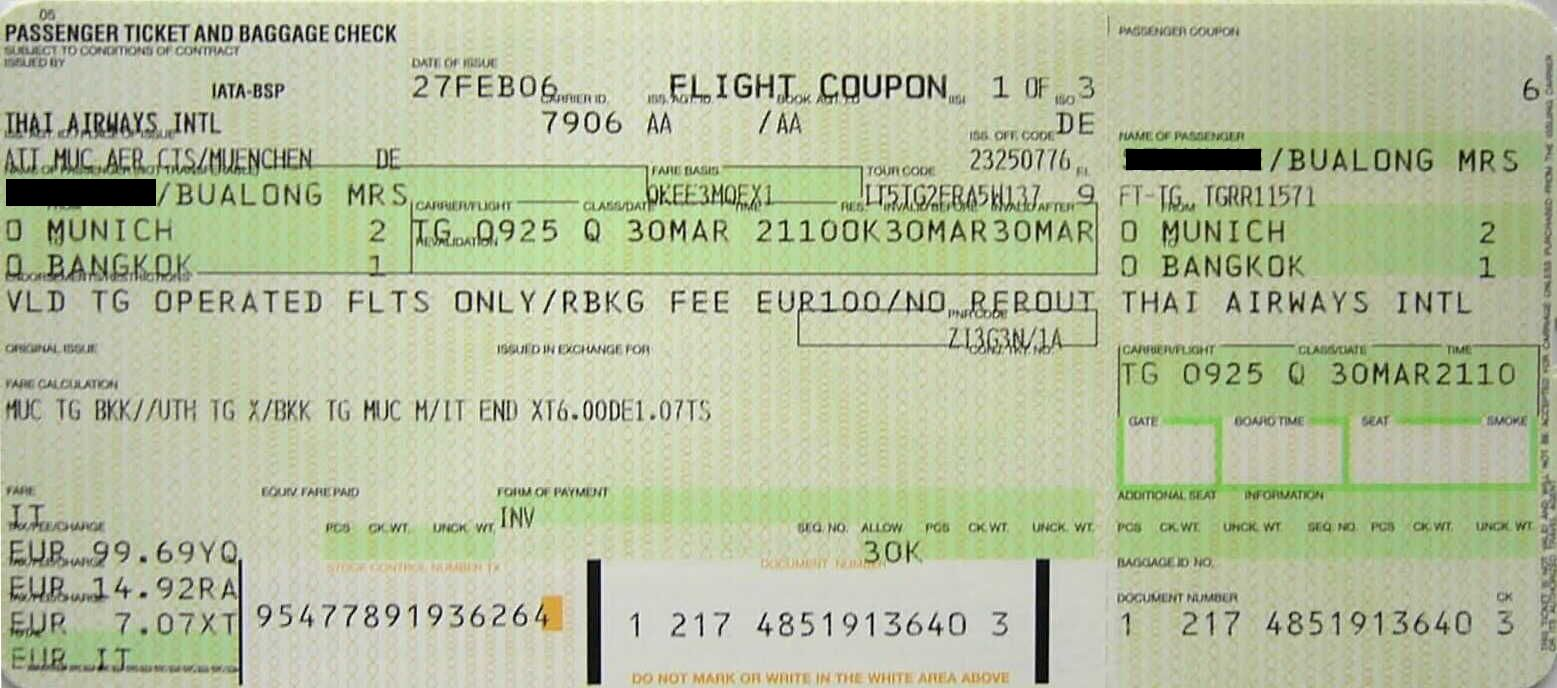
Billet d'avion de 2006 (Thai Airways International)

Un billet d'avion est le titre de transport que possède un voyageur pour pouvoir embarquer dans un avion. C'est une autorisation que l'on achète pour pouvoir voyager, qui a valeur de contrat (grâce à ce billet, une assurance garantit le voyageur par la convention de Varsovie).

## Type de billet
Le billet d'avion a longtemps été imprimé sur un support-papier, tout comme les billets de train par exemple. Progressivement, depuis le début des années 2000, il a été remplacé par simple code de référence dans les systèmes de réservation informatique. Ce code peut être imprimé sur une feuille ordinaire ou envoyé par courrier. Il appartient au passager de le conserver pour présentation au guichet d'enregistrement, avec un document d'identité, pour embarquer.
Auparavant, ils étaient imprimés par les différentes compagnies. De la sorte, le billet d'avion constituait un objet de collection, très révélateur de l'image, à travers le temps, qu'une compagnie, souvent proche de l'État, veut donner au voyageur venant dans le pays concerné.
Depuis le 1er juin 2008 à la demande de IATA (Association du Transport Aérien International), les billets d'avion imprimés n'existent plus, du moins pour toutes les compagnies-membres. 100 % des billets IATA utilisés sont dits billet électronique.

## Tarif
Le prix d'un billet d'avion est très variable selon la destination, la date de départ, la compagnie aérienne, l'aéroport de départ et d'arrivée du vol choisi.
Une part non négligeable du prix du billet d'avion correspond aux différentes taxes d'aéroport. Le reste dépend du prix du carburant, ainsi que les services à bord. Ainsi, pour des vols low cost, les services sont réduits au minimum, ce qui explique le prix réduit des billets d'avion low cost.
Généralement, le billet d'avion sous sa forme papier reprend les différentes informations du vol correspondant (aéroports de départ et d'arrivée, heures de départ et d'arrivée, numéro du vol...)

## Conditions
Un billet d'avion est en fait un véritable contrat de transport. Cependant les obligations du transporteur sont uniquement d'emmener le passager et ses bagages d'un point de départ à un point d'arrivée désigné ; mais le transporteur ne s'engage pas sur les points suivants:
- le type d'avion n'est pas garanti, le transporteur peut le remplacer sans préavis
- il peut y avoir une sous-traitance du vol ou d'une partie du vol par une autre compagnie
- le transporteur ne s'engage pas sur une date exacte, le vol peut être retardé pour des raisons techniques ou de sur-réservation
- il n'y a pas d'engagement sur le nombre d'étapes
- un billet d'avion est nominatif et non cessible.

### Modifications et annulations
L'acheteur d'un billet d'avion peut en demander la modification et le remboursement selon les conditions du contrat, parfois soumis au paiement de frais à la compagnie aérienne.
Dans des nombreux pays, le voyageur a le droit à une modification ou annulation gratuite dans la période qui suit immédiatement l'achat :
- Dans les États Unis le voyageur a droit à un remboursement gratuit endéans les 24 heures après l'achat pour tout vol au départ au à destination du pays, sauf si le billet a été acheté via une agence de voyages[2].
- En Colombie le même droit s'applique pendant une période de 5 jours après l'achat[3].
- Dans l'Union européenne la loi n'impose pas de période de remboursement gratuit mais des droits analogues à ceux des États Unis sont appliqués par certaines compagnies aériennes :
  - En France, le remboursement gratuit sous 24 heures est appliqué par Air France tandis qu'EasyJet fait payer des frais d'annulation et que Ryanair ne permet que des modifications mineures sans frais[4].

## Réservation de billets électroniques
Les billets électroniques peuvent être réservés soit de manière traditionnelle (par l'intermédiaire des opérateurs et des systèmes informatiques de réservation), soit par les passagers eux-mêmes via les sites web des compagnies aériennes et des agences. Le paiement du billet peut également être effectué de manière traditionnelle (en espèces à la caisse) ou par voie électronique. La plupart des compagnies aériennes font la surréservation de leurs vols, c'est-à-dire qu'elles vendent plus de billets par rapport aux places disponibles sur le vol.
Si le nombre de détenteurs de billets arrivant au vol est supérieur à la capacité de l'avion, la compagnie aérienne refusera l'embarquement à certains passagers et les indemnisera conformément aux règles applicables à ce vol. Dans l'Union européenne, le règlement 261/2004 sur l'indemnisation des vols stipule que les retards de plus de trois heures, les annulations de vol et les refus d'embarquement donnent droit à une indemnisation de la compagnie aérienne comprise entre 250 et 600 euros par passager. Dans ce scénario, le transporteur demande généralement si'il y a des passagers prêts à céder volontairement leur place à d'autres passagers. S'il y a des volontaires, la compagnie aérienne négocie une compensation avec ces passagers, le plus souvent sous la forme de bons d'achat pour des vols ultérieurs,.